# Synagoga w Widyniu
Synagoga w Widyniu (bułg. Видинската синагога, Widenskata sinagoga) – synagoga znajdująca się w Widyniu, w Bułgarii.
Pierwotny budynek synagogi został zbudowany przez Jakova Gattegno i odbudowana w 1839 roku przez Rafaela Aszkenaziego po zniszczeniach z 1789 r. Synagoga ucierpiała podczas wojny rosyjsko-tureckiej (1877–1878), co skłoniło lokalną społeczność żydowską do wzniesienia nowego, nowoczesnego budynku, poświęconego 28 września 1894 r. przez naczelnego rabina M. Grunwalda. 
Znajduje się 150 m od twierdzy Baba Wida, w trójkącie ulic „Baba Vida”, „Kniaz Boris I” i „Jules Pascin”, na działce należącej do gminy żydowskiej (niegdyś z domem kantora i szkołą). Wyróżnia się architekturą w stylu europejskim, typowym dla synagog w północnej Bułgarii (Ruse, Warna, Prowadija), przypominając budowle sakralne z regionu i Europy Środkowej. 
Projekt synagogi przypisuje się Włochom Ferdynandowi i Francesco lub Austro-Węgrom E. Gesslerowi i K. Machasowi, a wnętrze ozdobił czeski rzeźbiarz Max Werich. Budowę rozpoczęto w 1890 r., a ukończono w 1894 r.; była to wówczas największa synagoga na Bałkanach (ponad 1000 miejsc). 
W 1950 roku budynek zaczęto wykorzystywać jako magazyn, a w 1980 władze państwowe zainicjowały plan przekształcenia go w salę koncertową. Choć rozpoczęto prace, wstrzymano je po demontażu dachu. Z czasem, pozostawiona bez zabezpieczenia konstrukcja ulegała stopniowemu niszczeniu pod wpływem warunków atmosferycznych.
Od 2023 roku synagoga mieści Centrum Kultury im. Julesa Pascina (nazwane na cześć Julesa Pascina). W celu realizacji projektu stworzenia centrum budynek został przekazany gminie Widyn przez Organizację Żydów w Bułgarii „Shalom”. W budynku organizowane są koncerty, spotkania literackie, konferencje i prezentacje, a dla lokalnej społeczności żydowskiej przewidziano osobne pomieszczenie, zgodnie z warunkami darowizny. 